# سامويل غريدلي هاو
كان سامويل غريدلي هاو (10 نوفمبر من عام 1801- 9 يناير من عام 1876) طبيبًا أمريكيًا في القرن التاسع عشر، وإبطاليًا، ومدافعًا عن تعليم المكفوفين. أنشأ مؤسسة بيركنز (مدرسة بيركينز للمكفوفين)، وكان أول مدير لها.
كان هاو إبطاليًا، بالإضافة إلى كونه أحد الرجال الثلاثة الذين عينهم وزير الحرب في عام 1863 في لجنة التحقيق في وضع المعتوقين الأمريكية، من أجل التحقيق في ظروف المعتوقين في الجنوب بعد إعلان تحرير العبيد وتقديم التوصيات حول كيفية مساعدتهم أثناء انتقالهم إلى الحرية. سافر هاو إلى مقاطعة كندا أو ما عُرف آنذاك باسم كندا الغربية (المعروفة اليوم باسم أونتاريو، كندا) إلى جانب سفره إلى الجنوب الأمريكي، حيث هرب الآلاف من العبيد السابقين وحصلوا على حريتهم منشئين حيوات جديدة؛ أجرى هاو مقابلات مع المعتوقين، بالإضافة إلى مقابلاته مع المسؤولين الحكوميين في كندا.

## حرب الاستقلال اليونانية
ولد هاو في ماساتشوستس، ولكنه لم يبق فيها لفترة طويلة بعد تخرجه. هرب هاو من ذكرى علاقة حب غير سارة وأبحر إلى اليونان حيث انضم إلى الجيش اليوناني كجراح، مدفوعًا بحماسه المتعلق بحرب الاستقلال اليونانية وبما فعله مثله الأعلى اللورد جورج غوردون بايرون بهذا الخصوص، وذلك بعد فترة وجيزة من حصوله على شهادة مزاولة الطب في عام 1824.
لم تقتصر خدمات هاو في اليونان على عمله كجراح، بل كانت أيضًا ذات طبيعة عسكرية. حصل هاو على لقب «لافاييت الثورة اليونانية» بسبب شجاعته وحماسه وقدرته القيادية بالإضافة إلى إنسانيته. عاد هاو إلى الولايات المتحدة الأمريكية في عام 1827 من أجل جمع الأموال والإمدادات بهدف تقديم المساعدة في تخفيف المجاعة والمعاناة في اليونان، ومكنته مناشداته الغيورة من جمع نحو 60 ألف دولار أمريكي. أنفق هاو هذه المساعدات على المؤونات والملابس ومن أجل إنشاء محطة إغاثة للاجئين بالقرب من أجانيطس. شكل هاو لاحقًا مستعمرة أخرى للمنفيين على برزخ كورنث. كتب هاو بعد ذلك سردًا للثورة اليونانية (حرب الاستقلال اليونانية) بعنوان رسم تاريخي للثورة اليونانية، ونُشر في عام 1828. 
أكمل هاو دراساته الطبية في باريس بعد مغادرته اليونان. قاده حماسه حول شكل الحكم الجمهورياني إلى المشاركة في ثورة يوليو 1830.

## روابط خارجية
- سامويل غريدلي هاو على موقع الموسوعة البريطانية (الإنجليزية)
- سامويل غريدلي هاو على موقع إن إن دي بي (الإنجليزية)